# Mar Cinese Meridionale
Il Mar Cinese Meridionale (in cinese: 南海T, 南洋S, Nán HǎiP) è una porzione dell'Oceano Pacifico situata a sud del Mar Cinese Orientale. Fa parte del Mediterraneo Australasiatico.

## Geografia
Coprendo una superficie di circa 3.500.000 km², è una delle porzioni di mare più grande al mondo, dopo i cinque oceani, il Mar dei Coralli ed il Mar Arabico. È delimitato a nord dalla costa meridionale della Cina e dallo stretto di Formosa, ad est dalle Filippine, a sud-est dal Borneo e dallo stretto di Karimata e ad ovest dalla penisola dell'Indocina. 
Il golfo di Siam è uno spazio marittimo indipendente e confina con il Mar Cinese Meridionale, anche se alcuni geografi lo considerano parte dello stesso.
A sud lo stretto di Singapore lo mette in comunicazione con lo stretto di Malacca e quello di Karimata con il mar di Giava. A nord lo stretto di Formosa lo mette in comunicazione con il Mar Cinese Orientale ed a est lo stretto di Luzon con l'Oceano Pacifico.
Sul Mar Cinese Meridionale si affacciano (in senso orario a partire da nord) la Cina, Taiwan, le Filippine, la Malaysia, il Brunei, l'Indonesia, ed il Vietnam.
L'isola più grande che vi affiora è l'isola cinese di Hainan mentre isole minori compongono gli arcipelaghi delle isole Spratly e delle isole Paracelso, le isole Pratas, Banco Macclesfield, la secca di Scarborough. 
Una buona parte di queste piccole isole sono disputate tra Cina, Taiwan, Vietnam, Filippine, Brunei e Malaysia. Essi rivendicano la sovranità sugli arcipelaghi (o parti di questi) che affiorano sul mare, nello specifico i gruppi Spratly e Paracelso.

## Nomi
"Mar Cinese Meridionale" è l'appellativo più usato oggigiorno. I primi a chiamarlo in tal modo sono stati i navigatori portoghesi, i quali, passandovi nel XVI sec. per dirigersi in Cina, lo chiamarono "Mare Cinese". Più tardi, presumibilmente per distinguerlo da altri mari vicini, cambiarono il nome in "Mar Cinese Meridionale".
I cinesi l'hanno chiamato nella storia "Mare Meridionale", identificandolo dunque con uno dei Quattro Mari, ma anche "Mare Disteso".
In Vietnam veniva chiamato "Mare dell'Est", e conserva tuttora questo nome.
Le Filippine, per via delle contese territoriali con la Cina, hanno deciso ufficialmente di chiamare la porzione di mare che cadrebbe sotto la propria giurisdizione "Mar delle Filippine Occidentale". Similmente, l'Indonesia ha deciso di denominare quelle che considera le proprie acque territoriali "Mar Settentrionale di Natuna".

## Economia
Il Mar Cinese Meridionale è solcato da alcune delle rotte marittime più trafficate al mondo, che collegano la Cina, il Giappone, la Corea e Taiwan con l'oceano Indiano. Per tale motivo assume un ruolo geopolitico di particolare rilievo. Basti considerare che attraverso lo stretto di Malacca, nel 2006, sono transitati circa 15 milioni di barili di petrolio al giorno.
Nei suoi fondali, inoltre, vi sono ricchi giacimenti di petrolio e gas naturale. Secondo l'Energy Information Administration (EIA) degli Stati Uniti sono presenti riserve pari a circa 11 miliardi di barili di petrolio, oltre a ingenti quantità di gas naturale.
La Cina è responsabile del 16% del pescato mondiale con le sue 14,8 milioni di tonnellate annue. L'incremento inesorabile del fabbisogno cinese si manifesta con un'aumentata pressione sulle acque del Mar Cinese Meridionale. Il rischio è che uno dei più pescosi mari del mondo si stia indebolendo in maniera preoccupante.

## Contese territoriali
Le rivendicazioni marittime totali (di Cina, Taiwan) e parziali (di Vietnam, Filippine, Malaysia e Brunei) si intrecciano e sovrappongono, dando luogo a dispute che si trascinano da decenni e che sono talvolta sfociate in confronti armati.
Nel 1974 un breve scontro noto come battaglia delle isole Paracelso vide contrapporsi una squadra navale cinese e una vietnamita. La vittoria della Cina garantì de facto il controllo cinese delle isole Paracelso. Un nuovo scontro fra cinesi e vietnamiti avvenne il 14 marzo 1988, presso le isole Spratly: delle navi vietnamite furono affondate, segnando l'estendersi della sovranità cinese su alcuni atolli dell'arcipelago.
Quando le rivendicazioni non hanno portato direttamente a conflitti armati, si è cercato di risolvere le dispute con delle trattative. Solitamente, la Cina ha preferito instaurare dei trattati bilaterali, mentre gli altri Paesi del Sud-Est asiatico continuano a preferire gli accordi multilaterali: essi ritengono infatti di essere svantaggiati in degli accordi bilaterali con il gigante cinese, mentre gli accordi fra più nazioni potrebbero risultare più proficui, specie considerando che lo stesso braccio di mare può essere reclamato da più parti.
Nel 2013 le Filippine si sono appellate alla Corte permanente di arbitrato con sede a L'Aia per risolvere una disputa con la Cina, la quale reclama l'intera area comprendente le isole Spratly. Le Filippine in tal senso accusavano la Cina di violare la Convenzione delle Nazioni Unite sul diritto del mare. Nel 2016 il tribunale diede ragione alle Filippine, bocciando le pretese della Cina, ma Pechino non ha riconosciuto il verdetto, rispondendo che "non accetterà o riconoscerà mai" tale decisione a suo sfavore.
Nell'ultimo decennio l'espansionismo cinese si è fatto più pressante: dal 2016 al 2019 le navi cinesi si sono introdotte nelle acque della Malaysia per 89 volte, spesso rimanendo nell'area anche dopo essere state allontanate dalla marina malese. Al riguardo il segretario di Stato americano Mike Pompeo ha affermato che le pretese cinesi sulle risorse offshore di quel tratto di mare sono "illegali", "così come la sua campagna di bullismo per controllarle". La Cina ha risposto che l'intervento di Pompeo è totalmente ingiustificato.

## Galleria d'immagini

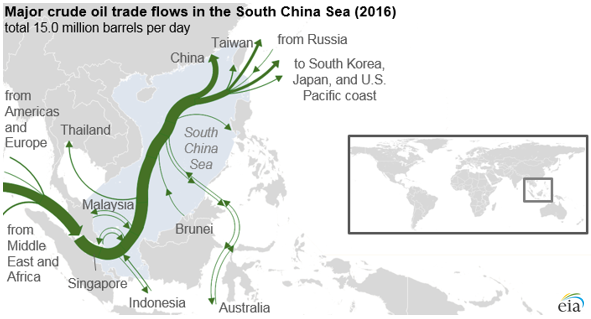
La rotta del greggio attraverso il Mar Cinese Meridionale
Le rivendicazioni territoriali nel Mar Cinese Meridionale
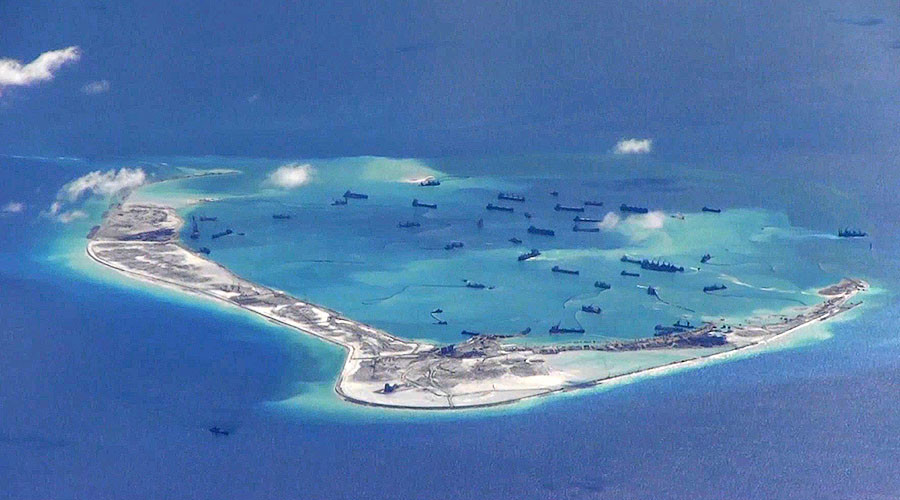
L'atollo corallino Subi Reef, su cui la Cina ha costruito una base navale
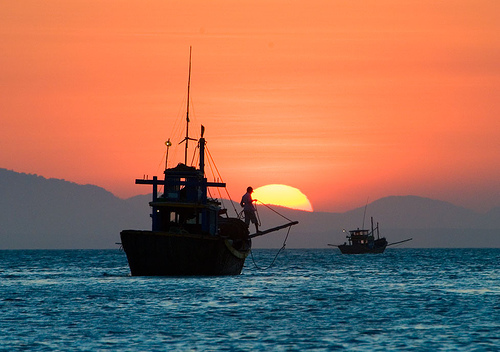
Tramonto sul Mar Cinese Meridionale, vicino alla costa del Vietnam